# Keichū

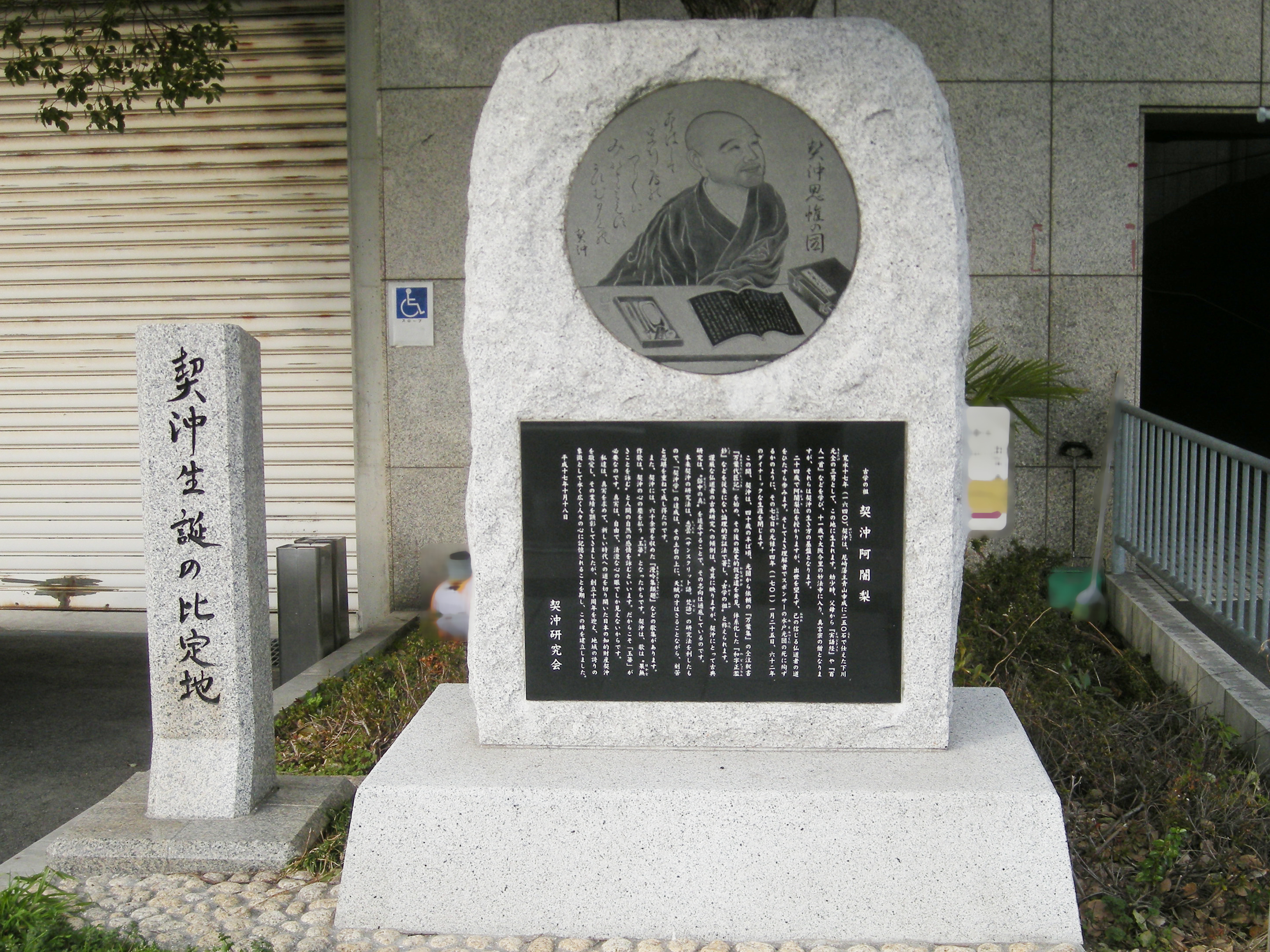
Gedenkstein an seinem vermuteten Geburtsort, Südseite der städtischen Zentralbibliothek in Amagasaki

Keichū (japanisch 契沖; * 1640 in Amagasaki; † 4. März 1701) war ein japanischer buddhistischer Mönch und Philologe (Textforscher).

## Leben und Wirken
Keichū war der Sohn eines Samurai (Rōnin) des Lehens Amagasaki-han. Er schlug mit 11 Jahre eine Laufbahn als buddhistischer Priester ein, studierte klassisches Japanisch, Chinesisch und Siddham. Seit seinen mittzwanziger Jahren war er mit dem Dichter Shimokōbe Chōrū (1624–1686) befreundet. Er wurde schließlich Hauptpriester (jūshoku) des Shingon-Tempels Myōhō-ji in Imazato, Ōsaka. Fast alle Arbeiten Keichūs stammen aus seinen letzten 20 Jahren.
Auf Wunsch seines Freundes Shimokōbe übernahm Keichū  nach dessen Erkrankung 1682 seine Arbeit an einem Kommentar zu der Gedichtanthologie Man’yōshū aus dem 8. Jahrhundert, den der Daimyō Tokugawa Mitsukuni in Auftrag gegeben hatte. Mit dem Werk Man’yōshū daishōki (万葉代匠記), das er 1690 vorlegte, wurde er zu einem wichtigen Impulsgeber der literarischen und philosophischen Schule des Kokugaku.